# The Unraveling
The Unraveling é o álbum de estreia da banda Rise Against, lançado a 24 de Abril de 2001.

## Faixas
1. "Alive and Well" – 2:06
2. "My Life Inside Your Heart" – 3:02
3. "Great Awakening" – 1:35
4. "Six Ways 'Till Sunday" – 2:36
5. "401 Kill" – 3:19
6. "The Art of Losing" – 1:50
7. "Remains of Summer Memories" – 1:17
8. "The Unraveling" – 3:12
9. "Reception Fades" – 2:10
10. "Stained Glass and Marble" – 1:36
11. "Everchanging" – 3:47
12. "Sometimes Selling Out Is Giving Up" – 1:09
13. "3 Day Weekend" – 1:03
14. "1000 Good Intentions" – 3:07
15. "Weight of Time" – 2:00
16. "Faint Resemblance" – 2:51
17. "Join the Ranks" – 1:26
18. "Gethsemane" – 2:30

## Créditos
- Tim McIlrath – Vocal
- Mr. Precision – Guitarra
- Joe Principe – Baixo, vocal
- Brandon Barnes – Bateria